# Hydriomena monetata
Hydriomena monetata là một loài bướm đêm trong họ Geometridae.